# NGC 1317
NGC 1317 (ook: NGC 1318) is een balkspiraalstelsel in het sterrenbeeld Oven. Het hemelobject werd op 24 november 1826 ontdekt door de Schotse astronoom James Dunlop. NGC 1317 maakt deel uit van de kleine Fornaxcluster, die 58 sterrenstelsels bevat.

## Synoniemen
- NGC 1318
- PGC 12653
- ESO 357-23
- MCG -6-8-6
- FCC 22
- IRAS03208-3716